# Prunus rigida
Prunus rigida är en rosväxtart som beskrevs av Emil Bernhard Koehne. Prunus rigida ingår i släktet prunusar, och familjen rosväxter. Utöver nominatformen finns också underarten P. r. subintegra.